# سیارک ۷۷۱۱
سیارک ۷۷۱۱ (به انگلیسی: 7711 Rip، نامگذاری:1994XF) هفت هزار و هفتصد و یازدهمین سیارک کشف شده‌است که در ۲ دسامبر ۱۹۹۴ کشف شد.
قدر مطلق سیارک برابر ۱۲٫۹۰ است.